# Abbas ibn Firnas
Abbas ibn Firnas (tamaz. ⵄⴱⴱⴰⵙ ⵏ ⴼⵉⵔⵏⴰⵙ, ar. عباس بن فرناس, ur. w 810 r. w Rondzie, zm. w 887 r. w Kordobie) – Berber, arabski poeta, astronom, muzyk i konstruktor działający w średniowiecznej Andaluzji.

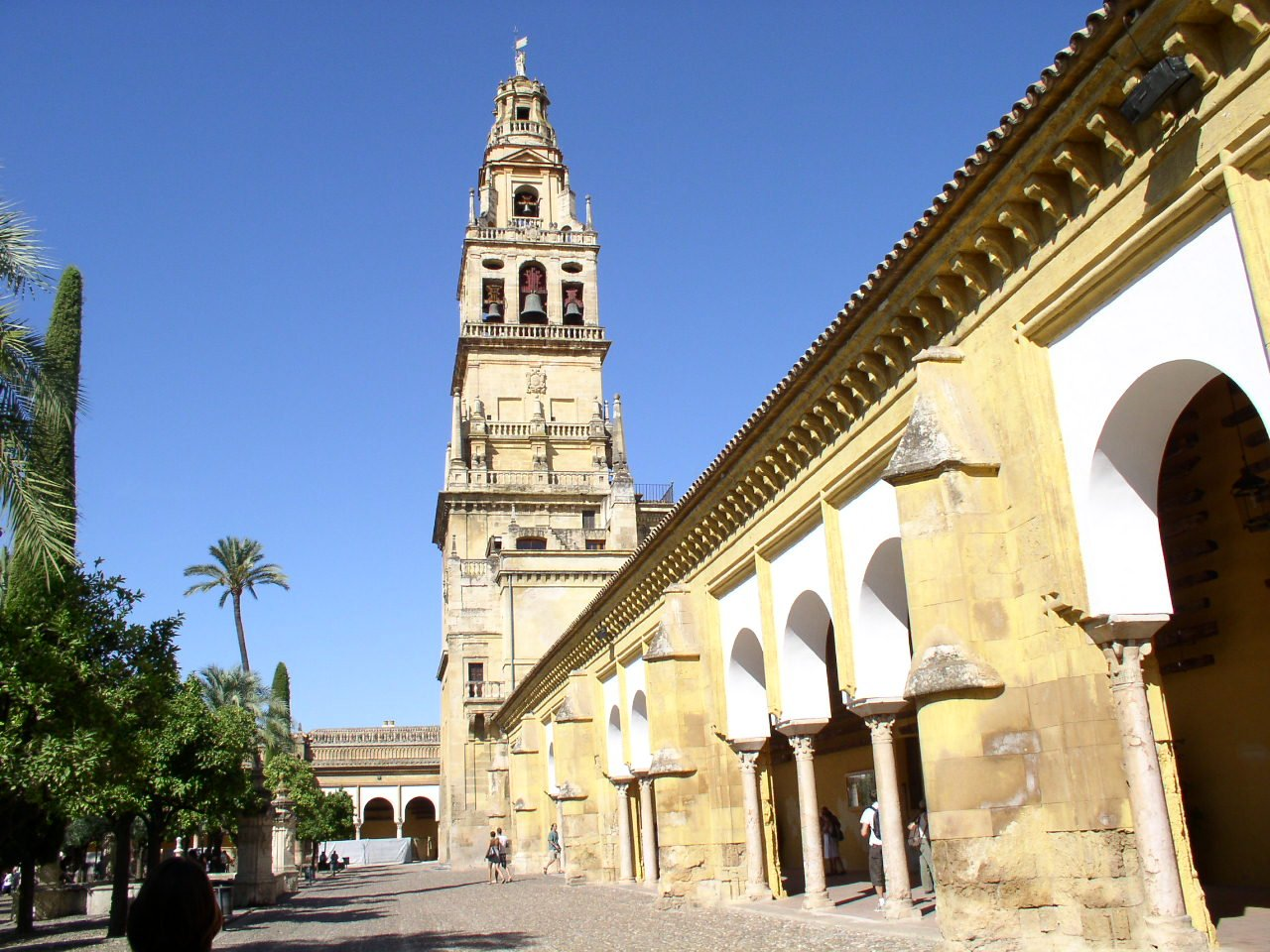
Wieża dawnego minaretu w Kordobie

Pracował m.in. nad budową przyrządów do latania. W 852 roku podjął pierwszą próbę wyskakując z minaretu Wielkiego Meczetu w Kordobie wraz z wykonanym w tym celu luźnym paltem, które usztywnił drewnianym stelażem. Lot się nie udał, jednak palto sprawiło, że spadał wolniej i w konsekwencji odniósł jedynie nieliczne obrażenia. Uznaje się to za prototyp spadochronu. W roku 875, w wieku siedemdziesięciu lat, udoskonalił swoją maszynę zbudowaną z jedwabiu i orlich piór. Podjął wtedy kolejną próbę. Udało mu się przez dziesięć minut szybować w powietrzu, ale lądując doznał poważnych obrażeń. Po tym fakcie słusznie zauważył, że jego wynalazkowi brakowało ogona, który spowolniłby lądowanie.

## Upamiętnienia

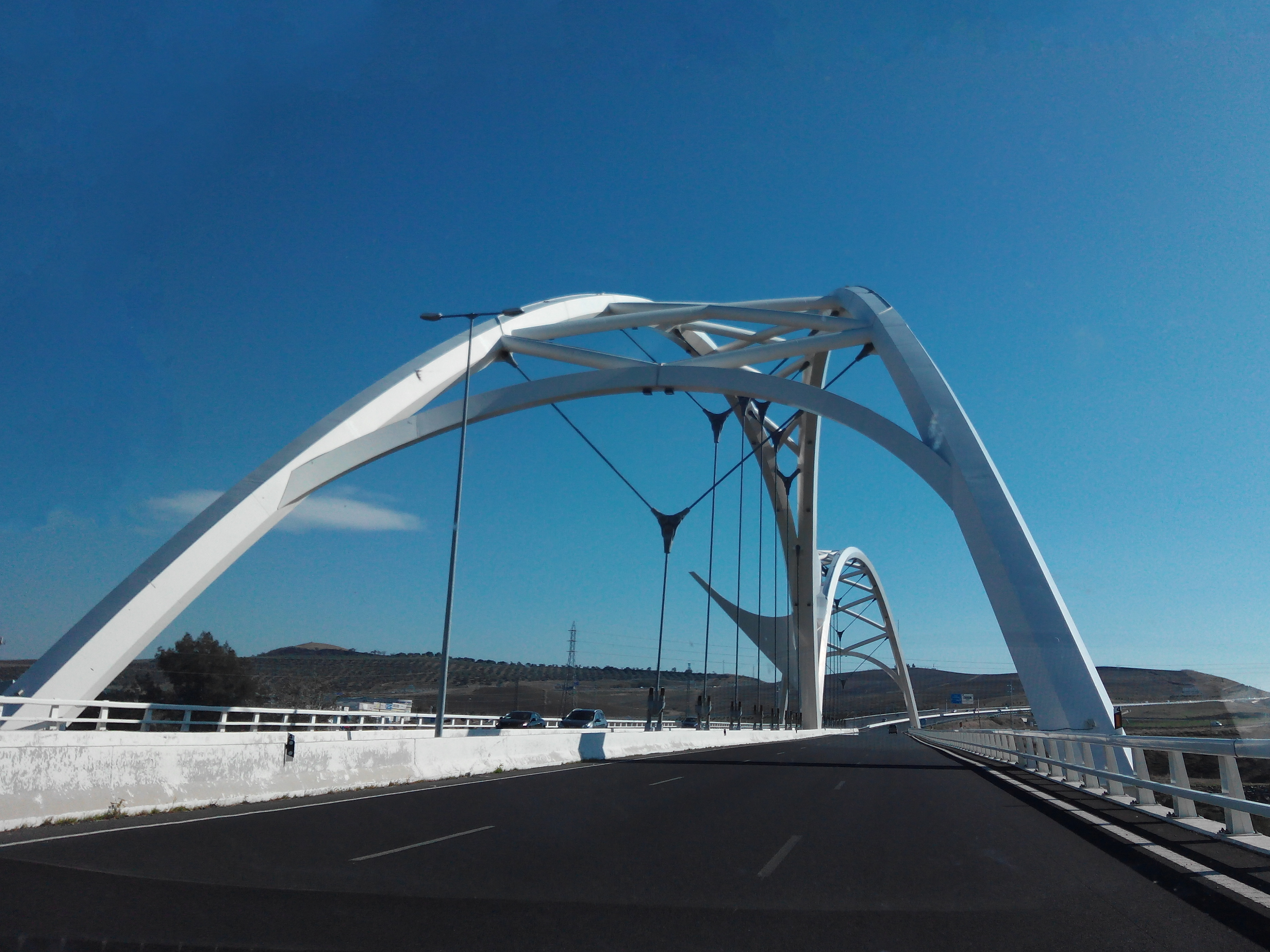
Most imienia Abbasa ibn Firnasa w Kordobie

Jego imieniem nazwano międzynarodowe lotnisko w Bagdadzie, jeden z kraterów na Księżycu oraz most na rzece Gwadalkiwir w Kordobie.